# Revolutionära socialistpartiet (Nederländerna)
Revolutionära socialistpartiet, Revolutionair Socialistische Partij (RSP) var ett politiskt parti i Nederländerna bildat 1929 genom samgående mellan Revolutionära Socialistförbundet och medlemmar från det nyligen nedlagda Socialistiska Partiet.
En av de drivande bakom grundandet var Henk Sneevliet, en tidigare ledarfigur inom Nederländernas kommunistiska parti och vän till Leon Trotskij. 
RSP ställde upp i valet 1929 men lyckades, till skillnad från de andra vänsterpartierna CPH Holländska sektionen av Kommunistiska internationalen och CPH centralkommittén, inte vinna något mandat i parlamentet.
1933 dömdes Sneevliet till fem månaders fängelse för sitt öppna stöd för det holländska och indonesiska manskap som deltog i myteriet på De Zeven Provinciën. 
RSP drog igång en stor kampanj till förmån för sin ledare, med slagord som: "Från cellen till parlamentet", "Gör Sneevliet till offentlig åklagare i andra kammaren" och "Jag anklagar" (med tydlig hänvisning till Emile Zolas "J'accuse").
Kampanjen slog väl ut. Sneevliet vann en plats i parlamentet och släpptes ur fängelset.
1935 gick RSP samman med det Oberoende Socialistpartiet (OSP) och bildade Revolutionära Socialistiska Arbetarepartiet (RSAP). 